# マニョン
マニョン（Mañón）は、スペイン・ガリシア州ア・コルーニャ県のムニシピオ（基礎自治体）。コマルカ・ド・オルテガルに属する。ガリシア統計局によると、2009年の人口は1,622人（2006年：1,765人、2005年：1,803人、2004年：1,830人、2003年：1,848人）である。住民呼称はmañonés/-esa。
ガリシア語話者の自治体住民に占める割合は93.69％（2001年）。

## 地理
マニョンはア・コルーニャ県の北東部、ルーゴ県との県境に位置し、コマルカ・ド・オルテガルに属する。北はカンタブリア海と大西洋に面し、西はオルティゲイラと、南はアス・ポンテス・デ・ガルシーア・ロドリゲスと、東はオ・ビセードとオウロル（両自治体ともルーゴ県）の各自治体と隣接している。面積は39.8km²。自治体中心地は、モゴール教区のオ・バケイロ地区。
マニョンの領域は南北の長さおよそ30kmであるが、幅は数kmの帯状で、北は海に面し、ソル川とリア・ド・バケイロの西に位置する。地形は起伏に富んでおり、ファラドイラ山の605m、クルス・ダ・パジョーサ山は616m、コリスカーダ山は523mなどである。ファラドイラ山とコリスカーダ山は自治体の西の境界となっている。スペインの最北端地点であるエスタカ・デ・バレス岬はマニョンの自治体域にある。

### 人口
マニョンの人口は5つの教区の142の集落に分散している。
| マニョンの人口推移 1900－2010                           |
|                                                         |
| 出典:INE（スペイン国立統計局）1900年 - 1991年、1996年 - |

## 政治
自治体首長はガリシア国民党（PPdeG）のアルフォンソ・エミリオ・バルセイロ・ゴメス（Alfonso Emilio Balseiro Gómez）、自治体評議員はガリシア国民党：6、ガリシア社会党（PSdeG-PSOE）：3となっている（2007年の自治体選挙の結果）。
2007年5月に実施された自治体選挙では、ガリシア国民党が獲得票数が最も多く、自治体評議員9のうち、6を獲得し、アルフォンソ・バレイロを首長に選出した。野党のガリシア社会党は残りの3評議員を獲得。
ガリシア民族主義ブロック（BNG）は総投票数の5％を獲得したものの、ガリシア国民党とガリシア社会党の得票結果によって、評議員を得るまでには至らなかった。

## 教区
マニョンは5の教区に分けられている。太字は自治体の中心教区。
- バーレス（サンタ・マリーア）
- アス・グラーニャス・ド・ソル（サン・マメーデ）
- マニョン（サンタ・マリーア）
- モゴール（サンタ・マリーア）
- アス・リベイラス・ド・ソル（サン・クリストーボ）